# Little Jimmy Dickens
Little Jimmy Dickens, właśc. James Cecil Dickens (ur. 19 grudnia 1920 w Bolt, zm. 2 stycznia 2015 w Nashville) – amerykański muzyk country i piosenkarz.

## Życiorys
Dorastał jako najmłodszy z trzynastu dzieci na farmie w Wirginii Zachodniej. W 1937 rozpoczął pracę w lokalnej stacji radiowej, gdzie występował jako "Jimmy Kid". Kilkukrotnie zmieniał pracę. W 1946 jego talent muzyczny dostrzegł Roy Acuff.
Jego utwór muzyczny "150 cm" zyskał ogromną popularność i w 1948 Dickens zadebiutował w Grand Ole Opry. Stał się jednym z najpopularniejszych muzyków country w regionie. 
W 1949 podpisał kontrakt z wytwórnią Columbia, a jego pierwszy utwór Take An Old Cold Tater (And Wait) wszedł na wysokie miejsca list przebojów. Kolejne utwory Country Boy, A-Sleeping At The Foot Of The Bed i Hillbilly Fever przynosiły mu dalszą popularność. Po kilku latach zniknął jednak z list przebojów, a jego muzyka przestała odnosić większe sukcesy. 
Na listy przebojów powrócił w 1962 z piosenką Violet And The Rose. Swój największy sukces odniósł w 1965 singlem May The Bird Of Paradise Flow Up Your Nose, z którym uplasował się na liście najlepszych utworów country w kraju. Rozpoczął trasy koncertowe po Europie i Dalekim Wschodzie. 
W 1982 został wprowadzony do Country Music Hall of Fame.
W 2008 zorganizowano jubileusz jego 60-lecia w Grand Ole Opry. W zorganizowanym koncercie wystąpili Brad Paisley, Trace Adkins i George Jones. 
Żonaty, miał dwie córki.

## Dyskografia
- 1957 – Raisin’ The Dickens
- 1960 – Big Songs By Little Jimmy Dickens
- 1962 – Little Jimmy Dickens Sings Out Behind The Barn
- 1965 – Handle With Care
- 1965 – May The Bird Of Paradise Fly Up Your Nose
- 1967 – Ain’t It Fun
- 1968 – Jimmy Dickens Sings
- 1969 – Jimmy Dickens Comes Callin